# Alfred Margaine

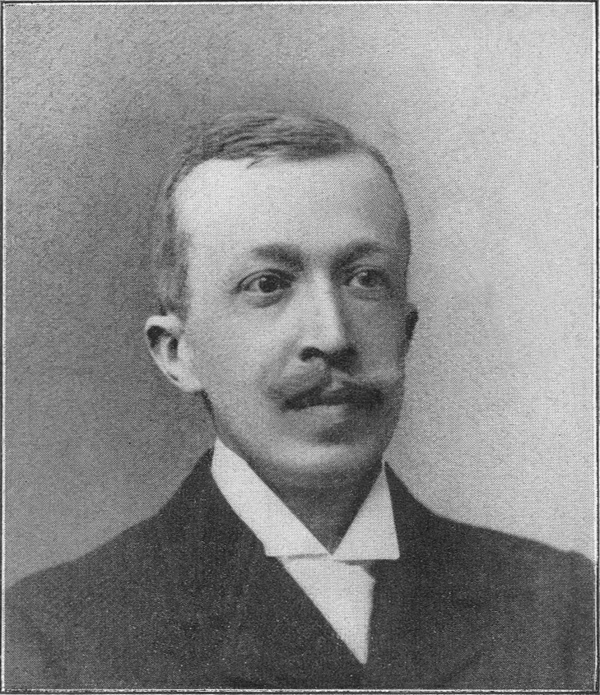
Alfred Margaine

Alfred Margaine (* 18. Januar 1870 in Sainte-Menehould; † 17. April 1953 in Rochecorbon) war ein französischer Politiker der Dritten Republik. Er war einer der „quatre-vingts“, die am 10. Juli 1940 gegen die diktatorischen Vollmachten für Philippe Pétain stimmten.

## Leben
Alfred Margaine, Sohn von Camille Margaine, einem republikanischen Abgeordneten und späteren Senator, studierte an der École polytechnique und wurde Ingenieur für Brücken- und Straßenbau. 1910 wurde er im ersten Wahlgang zum Abgeordneten gewählt, in dem Wahlkreis, in dem auch sein Vater gewählt worden war. Er war Mitglied der Parti républicain, radical et radical-socialiste (PRRRS; eine Partei der politischen Mitte). Während seines ersten Mandats gehörte der Abgeordnete Margaine dem Ausschuss für Eisenbahnwesen und dem Ausschuss für öffentliche Arbeiten an. Er wurde 1914 wiedergewählt und blieb bis 1940 im Amt. Von 1914 bis 1919 blieb er im Ausschuss für Eisenbahnwesen, gehörte aber auch dem Ausschuss für auswärtige Angelegenheiten an.
Margaine wurde zu Beginn des Ersten Weltkriegs als Kommandant der Pioniere mobilisiert und dem Pionierstab der Armee von General Sarrail zugeordnet.
Er blieb von 1919 bis 1924 im Ausschuss für auswärtige Angelegenheiten, wechselte jedoch vom Ausschuss für Eisenbahnwesen zum Ausschuss für Elsass-Lothringen und widmete sich hauptsächlich der Außenpolitik. Er war Berichterstatter für das Gesetz zur Ratifizierung des Vertrags von Saint-Germain (das war der Friedensvertrag mit Österreich). Er forderte auch die Anerkennung der Sowjetunion durch Frankreich. In den folgenden Jahren verlegte er seinen Schwerpunkt auf Agrarfragen.
Nachdem er schon 1914 kurzzeitig (im nur drei Tage bestehenden Kabinett Ribot IV) als Sous-secrétaire d’État im Kriegsministerium gedient hatte, wurde er 1932 noch einmal in dieses Regierungsamt berufen; nun im Ministerium für öffentliche Arbeiten im Kabinett Herriot III. Von 1907 bis 1937 war er auch Generalrat im Département Marne.
Am 9. Juli 1940 stimmte er als einer von drei Abgeordneten (plus einem Senator) gegen die Entscheidung, dass die Verfassungsgesetze zu revidieren seien. Folgerichtig lehnte er auch die Änderung der Gesetze am nächsten Tag ab. Sein Sohn Jean ging in die Résistance und wurde bei der Deportation umgebracht.

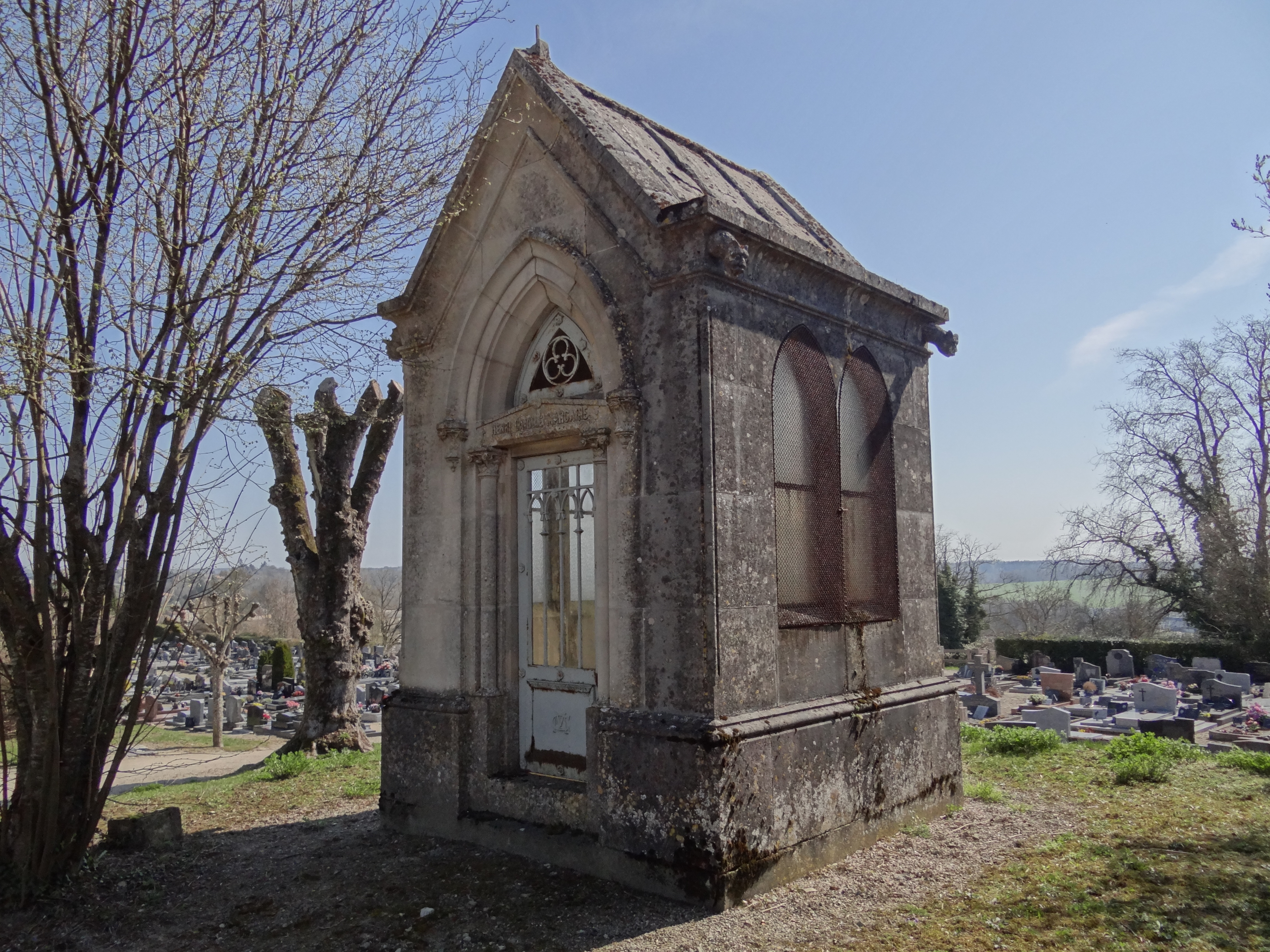
Grabkapelle der Familie Margaine

Alfred Margaine wurde als Ritter der Ehrenlegion ausgezeichnet. Er wurde in seinem Geburtsort begraben.